# Daud
Pour plus de détails, voir Fiche technique et Distribution.
Daud (दौड़) est un film indien de Bollywood réalisé par Ram Gopal Varma, sorti le 13 juillet 1997.
Le film met en vedette Sanjay Dutt et Urmila Matondkar.

## Fiche technique
- Titre : Daud
- Titre original : दौड़
- Réalisation : Ram Gopal Varma
- Scénario : Kannan Iyer et Ram Gopal Varma
- Musique : A. R. Rahman
- Photographie : Rasool Ellore
- Montage : Bhanodaya et Ram Gopal Varma
- Production : Jhamu Sughand et Ram Gopal Varma
- Société de production : Jhamu Sughand Productions et Varma Corporation
- Pays :  Inde
- Genre : Action, aventure, comédie romantique et thriller
- Durée : 180 minutes
- Dates de sortie : 
  - Inde : 22 août 1997

## Distribution
- Sanjay Dutt : Nandu
- Urmila Matondkar : Bhavani
- Paresh Rawal : Pinky
- Neeraj Vora : Chako
- Rammohan Sharma : P. K. Mishra
- Ashish Vidyarthi : l'inspecteur Nair
- Manoj Bajpayee : Pushkar
- Rajeev Mehta : Khurana
- Jeetu Shastri : Joseph
- Sumukhi : Suvarna
- Tarzan : Taarzan
- Vineeth : l'inspecteur Sri
- Narsing Yadav : l'inspecteur Rana
- Rana Jung Bahadur : le commissaire
- Sunil Shende : le docteur Rai

## Box-office
Le film est un succès  au box-office et réussit à recouvrer le budget investi dans la production.
- Buget : 70 000 000 roupies indiennes
- Box-office : 410 420 000[1].